# Abraxas Pool
Abraxas Pool es un álbum de estudio lanzado por los músicos ex-Santana Mike Shrieve, Neal Schon, Gregg Rolie, José "Chepito" Areas, Alphonso Johnson y Mike Carabello. Rolie y Schon habían trabajado juntos también en la banda de AOR Journey.

## Lista de canciones
1. "Boom Ba Ya Ya" (Michael Shrieve, Gregg Rolie, Neal Schon, Michael Carabello) - 6:44
2. "A Million Miles Away" (Shrieve, Rolie, Schon) - 3:49
3. "Baila Mi Cha-Cha" (José Areas) - 5:07
4. "Waiting for You" (Rolie, Shrieve) - 5:08
5. "Going Home" (Rolie) - 3:25
6. "Szabo" (Schon, Shrieve) - 7:54
7. "Guajirona" (J. Areas) - 3:05
8. "Cruzin'" (Rolie) - 3:52
9. "Don't Give Up" (Rolie, Schon, Shrieve) - 7:12
10. "Ya Llego" (J. Areas, Carabello, Adrian Areas) - 2:48
11. "Jingo" (Michael Olatunji) - 7:09

## Créditos
- Gregg Rolie - voz y teclados
- Neal Schon - guitarra
- Alphonso Johnson - bajo
- Michael Shrieve - batería
- Michael Carabello - congas
- José Areas - timbales